# Ањолети (Тренто)
Ањолети (итал. Agnoletti) је насеље у Италији у округу Тренто, региону Трентино-Јужни Тирол.
Према процени из 2011. у насељу је живело 59 становника. Насеље се налази на надморској висини од 787 м.